# Aroli, Manvi
Aroli là một làng thuộc tehsil Manvi, huyện Raichur, bang Karnataka, Ấn Độ.